# The Witcher: Monster Slayer
The Witcher: Monster Slayer fue un videojuego de rol basado en geoposicionamiento desarrollado por Spokko, parte del grupo CD Projekt. El juego fue lanzado para Android e iOS el 21 de julio de 2021, y es una precuela de la serie principal de juegos de The Witcher.
A finales de 2022, CD Projekt anunció el cierre del juego el 30 de junio de 2023, tras determinar que el juego no cumplía las expectativas comerciales. El juego dejará de estar disponible para su descarga a partir del 31 de enero y todas las compras internas se desactivarán para entonces. Se espera que algunos empleados de Spokko que trabajaban en el juego sean despedidos.

## Jugabilidad
En el juego, los jugadores asumían el papel de un brujo. El mundo del juego es una imagen del mundo real, que se apoyaba en Google Maps. El jugador tiene que desplazarse por el mundo real para poder moverse por el mundo del juego. La localización es asumida por la función de localización del dispositivo final. En el mundo del juego, el jugador encontrará todo tipo de monstruos, hierbas o encargos. Dependiendo de la topografía, así como de la hora del día o de la noche, el jugador se encontrará con diferentes objetos.
Los jugadores pueden elegir enfrentarse a cualquier monstruo que se encuentre en las inmediaciones en una lucha uno contra uno. Como brujos, tienen a su disposición una espada, un lanzador de señales y explosivos, todo ello controlado con la pantalla táctil, para derrotar al monstruo con el que decidan enfrentarse, y deben aprovechar los puntos débiles del monstruo (como elegir golpes de espada rápidos o fuertes) para infligir más daño y acumular un medidor de golpes críticos para tener la oportunidad de pasar un evento de tiempo rápido para infligir dicho golpe y obtener daño extra, teniendo cuidado al mismo tiempo de parar los ataques enemigos con la espada. Los jugadores también pueden fabricar aceites y pociones con estaciones de artesanía portátiles que requieren reparación tras un uso excesivo para obtener ventajas en combate, mientras que las bombas se pueden comprar, encontrar o incluso fabricar más adelante. Además de las batallas individuales, los jugadores también pueden conocer a personajes, que luego dan lugar a pequeñas misiones.

## Recepción
El juego recibió críticas "mixtas o medias" según el agregador de críticas Metacritic. El juego alcanzó más de medio millón de descargas en Google Play a los tres días de su lanzamiento.